# Annabella Zwyndila
Annabella Zwyndila (Ibidán, 21 de noviembre de 1982) es una actriz nigeriana. Es conocida como Ms Green. 

## Primeros años
Annabella Zwyndila nació en Ibadán y es de la parte norte de Nigeria. Su padre es un oficial en el ejército nigeriano y su madre es personal directivo en el Ministerio de Educación. Acudió a una escuela secundaria militar, antes de transferirse a la University of Jos, donde se graduó en Teatro y Artes Escénicas.

## Filmografía
| Título                           | Papel        | Año  |
| -------------------------------- | ------------ | ---- |
| Samantha                         | Samantha     | 2012 |
| Twisted Union                    | Chantel      | 2013 |
| Free to Live (Super Story)       | Turai        | 2017 |
| RedBox                           | Queen Shagbo | 2017 |
| New Jerusalem                    | Charity      |      |
| Last Men Of New Jerusalem        | Charity      |      |
| Painful Sin                      |              | 2010 |
| Common Grounds                   | Ann          | 2012 |
| Mario Mario                      |              | 2014 |
| Amstel Malta Box Office (AMBO 3) | Reality Show | 2007 |

## Premios y nominaciones
- Premio ZAFAA a la Mejor Actriz Inminente[1]